# 劉益 (宣德進士)
劉益（1402年—1464年），字崇益，號覺菴，江西吉安府吉水縣人，民籍，明朝政治人物。

## 生平
江西鄉試第二名舉人，宣德八年（1433年）癸丑科二甲第九名進士。授兵科給事中，改刑科給事中，升湖廣布政使司左參議，天順三年（1459年）升國子監祭酒，八年（1464年）五月卒於官。

## 家族
曾祖劉道章；祖父劉亨同；父劉宗平，翰林院檢討。